# Ochrobryum mittenii
Ochrobryum mittenii là một loài rêu trong họ Dicranaceae. Loài này được Müll. Hal. ex Besch. mô tả khoa học đầu tiên năm 1897.